# District Sjovgenovski
District Sjovgenovski (Russisch: Шовге́новский райо́н) is een district in het noorden van de Russische autonome republiek Adygea. Het district heeft een oppervlakte van 521,4 vierkante kilometer en een inwonertal van 16.997 in 2010. Het administratieve centrum bevindt zich in Khakurinokhabl.
Bestuurlijk centrum: Majkop

Stad: Adygejsk

Districten: Giaginski · Kosjechablski · Krasnogvardejski · Majkopski · Sjovgenovski · Tachtamoekajski · Teoetsjezjski